# 8e centenaire de Notre-Dame de Paris
À l'approche de 1963, de nombreuses autorités ecclésiastiques, artistiques et politiques, souhaitèrent célébrer le 8e centenaire de la cathédrale Notre-Dame de Paris dont la pose de la première pierre eut lieu en 1163. Les manifestations prévues originellement du 16 juin 1963 au 23 juin 1963 sont finalement repoussées du 27 mai 1964 au 3 juin 1964 à la suite de la mort du pape Jean XXIII le 3 juin 1963.
Ces commémorations portèrent essentiellement sur des célébrations liturgiques, des cérémonies civiles, des expositions, un congrès scientifique, des concerts, un « son et lumière » et des publications.
Le dimanche 31 mai 1964, le pape Paul VI s’est rendu à l’église Saint-Louis-des-Français de Rome pour adresser un message à la nation française à l'occasion de ce huitième centenaire de la cathédrale Notre-Dame de Paris et du premier centenaire de sa consécration, la cathédrale ayant été consacrée à nouveau le 31 mai 1864, à la fin de la grande campagne de restauration par l'archevêque de Paris, Mgr Georges Darboy.